# Ralf Risse
Ralf Risse (* 9. Juli 1964 in Hagen) ist ein ehemaliger deutscher Basketballspieler und -trainer. Er absolvierte 86 A-Länderspiele für Deutschland. Während seiner Spielerlaufbahn erhielt der 1,95 Meter große Flügelspieler den Spitznamen „X“.

## Spieler
Risse spielte in der Jugendabteilung des SSV Hagen, wurde mit dem Verein deutscher Meister in der A-Jugend und schaffte den Sprung in die Bundesliga-Mannschaft. 1989 wechselte er zum Bundesligakonkurrenten Steiner Bayreuth und kehrte 1992 nach Hagen zurück. 1994 führte er die Mannschaft, die mittlerweile unter dem Namen Brandt Hagen firmierte, zum Gewinn des DBB-Pokals.
1996 folgte der Gang zum Zweitligisten Salzkotten, wo er vier Jahre lang spielte. Anschließend war er für Boele-Kabel in 2. Regionalliga aktiv. In der Saison 2002/03 absolvierte Risse im Alter von 38 Jahren noch einmal vier Einsätze für BG DEK/Fichte Hagen in der 2. Bundesliga.
Mit dem VfK Hagen gewann er 2010 (kam bei der Endrunde verletzungsbedingt aber nicht zum Einsatz) und 2014 die deutsche Meisterschaft in der Altersklasse Ü35. Mit der SG Boele-Kabel/Telgte wurde er 2018 deutscher Ü50-Meister.

## Nationalmannschaft
Risse nahm mit den Auswahlmannschaften des Deutschen Basketball Bundes an der Kadetten-Europameisterschaft 1981 sowie an der Junioren-EM 1982 und der Junioren-WM 1983 teil.
Zwischen 1984 und 1992 kam er zu 86 Einsätzen für die deutsche A-Nationalmannschaft. Er nahm 1986 an der Weltmeisterschaft in Spanien teil.
1989 gewann er mit der bundesdeutschen Studentenauswahl die Bronzemedaille bei der Universiade in Duisburg.

## Trainer
In der Saison 2005/06 hatte Risse das Amt des Co-Trainers beim damaligen Zweitligisten Phoenix Hagen inne, in der darauffolgenden Spielzeit wirkte er als Cheftrainer. In der Saison 2007/08 betreute er den Regionalligisten Salzkotten als Cheftrainer. In die Arbeit der Basketball-Akademie Hagen (BBA), einem Nachwuchsförderprojekt der Vereine Basketball Boele-Kabel und BG Hagen, brachte sich Risse ab 2021 als Berater und Trainer für Wurfschulung ein. 2024 wurde er beim Phoenix Hagen e.V. als Vorstandsmitglied für sportliche Belange tätig.